# Gårdarna runt sjön (film)
Gårdarna runt sjön är en svensk dramafilm från 1957 i regi av Arthur Spjuth.

## Handling
Filmen handlar om kärlek, intriger och svartsjuka på slotten och herresätena runt sjön Åsunden, där släkterna Riddercrona och Stjernudd residerar. Carl Riddercrona är släktens svarta får och råkar när han är berusad köra ihjäl en person.

## Om filmen
Filmen baseras på författaren Birgit Th Sparres roman Gårdarna runt sjön. Exteriörer togs just vid sjön Åsunden men själva gårdarna är gårdar i Stockholms närhet. Den började spelas in sommaren 1956 på Norsborgs gård söder om Stockholm. Filmen hade premiär på biograf Royal i Stockholm och på biograf Grand i Ulricehamn den 18 februari 1957.
Gårdarna runt sjön har visats i SVT, bland annat i januari 2020.

## Rollista
- Margit Carlqvist – Diana Stjernudd
- George Fant – Joakim "Kim" Riddercrona
- Ingemar Pallin – Carl "Calle" Riddercrona, Joakims kusin
- Hugo Björne – Johan-Albrekt Riddercrona, greve till Heljö
- Gerda Björne – Ebba Riddercrona, Johan-Albrekts fru
- Håkan Westergren – Fredrik-Adolf Riddercrona, greve till Björksund, Calles far
- Stina Ståhle – Louise Riddercrona, Fredrik-Adolfs fru
- Gösta Cederlund – Jan-Gustav Stjernudd, baron till Stjärnö
- Pierre Nyblom – Georges Delbarre, skulptör
- Aurore Palmgren – Anna-Maria, husföreståndarinna
- Wiktor Andersson – Kasper, dräng på Stjärnö
- Georg Skarstedt – Johan, betjänt på Heljö
- Isa Quensel – Mathilde, Dianas faster
- Hjördis Petterson – fru Ehrenfalk
- Kerstin Palo – Agneta Ehrenfalk, hennes dotter

## Musik i filmen
- I en sång, kompositör Sune Waldimir, text Tryggve Arnesson, instrumental
- Irmelin Rose, op. 3:3, kompositör Wilhelm Peterson-Berger, text Jens Peter Jacobsen, sång Hedvig Lindby
- Sten Sture (Herr Sten den unge Sture), kompositör Vilhelm Svedbom, text Edvard Bäckström, sång Björn Berglund
- Oci cërnyja, oci strastnyja/Otji tjornyja, otji strastnyja (Svarta ögon), text Karin Juel, instrumentalist Ulf Wesslén
- Psalm, kompositör Sune Waldimir, instrumentalist Ulf Wesslén
- Fiskar-vals från Bohuslän, text Göran Svenning, bearbetning David Hellström, instrumental (dragspel)
- Gökvalsen, kompositör Emanuel Jonasson, text Ejnar Westling, instrumental (dragspel)
- Trädgårdsgungan, kompositör och text Sven "Esse" Björkman, sång Håkan Westergren, Ingemar Pallin
- L' argent ne fait pas de bonheur, instrumental
- Musik ur filmen Dumbom, kompositör Hans Schreiber, instrumental
- Vid Seines stränder, kompositör Jack Gill, instrumental
- Ungdomsepistel, kompositör Gunnar Turesson, text Anders Österling
- Domino, kompositör Louis Ferrari, fransk text Jacques Plante, svensk text Gösta Rybrant, sång Sonja Kolthoff (sjunger på franska)
- Apachevalsen, kompositör Jack Gill, instrumental